# Head (Unix)
head je v informatice název unixového příkazu, který zobrazí začátek souboru (anglicky head, tj. hlava). Vstupní data příkaz získá z jednoho či více souborů zadaných jako parametry na příkazovém řádku nebo ze standardního vstupu. Implicitně zobrazí prvních deset řádků.

## Syntaxe
```
head [
přepínače
] [
seznam-souborů
]
```

Argument seznam-souborů je seznam cest k souborům, jejichž začátky head zobrazí. Je-li zadán více než jeden soubor, příkaz vypíše nejprve název souboru a poté jeho úvodní řádky. V případě, že není zadán žádný soubor, bere head data ze standardního vstupu.

## Přepínače
Standard POSIX specifikoval jediný volitelný parametr:
- -n n : počet vypsaných řádků

v roce 2024 byl přidán:
- -c n : počet vypsaných bajtů

GNU implementace umožňuje například tyto volby:
- --bytes=n[u] nebo -c n[u] : Zobrazí prvních n bajtů (znaků) souboru. Jednotka velikosti u (unit) je nepovinná a může být b (512bajtové bloky), k (kibibajt, 1024 bajtů) nebo m (mebibajt, 1 048 576 bajtů). Pokud jednotka není head, použije implicitně bajty.
- --lines=n nebo -n n : Zobrazí prvních n řádků souboru. Pokud je n záporné číslo, zobrazí head všechny řádky souboru s výjimkou těchto n posledních. Není nutné zapisovat klíčové slovo lines ani přepínač -n, stačí jen zadat počet řádků zkrácenou formou -n.
- --quiet nebo -q : Potlačí úvodní výpis názvů souborů při zadání více souborů v příkazovém řádku.
- --help : Zobrazí zevrubnou nápovědu k příkazu.
- --version : Zobrazí informace o verzi příkazu.

## Příklady
Tučně je zobrazen příkaz, který zadává uživatel. Pro všechny následující příklady je použit tento soubor:
```
$ cat soubor
jedna
dva
tři
čtyři
pět
šest
sedm
osm
devět
deset
jedenáct
dvanáct
```

Příkaz head bez argumentů vypíše prvních deset řádků:
```
$ head soubor
jedna
dva
tři
čtyři
pět
šest
sedm
osm
devět
deset
```

Zobrazení prvních čtyř řádků souboru:
```
$ head --lines 4 soubor
jedna
dva
tři
čtyři
```

Ekvivalentně lze napsat takto:
```
$ head -4 soubor
jedna
dva
tři
čtyři
```

Zobrazení prvních dvou znaků:
```
$ head --bytes 2 soubor
je
```

Poslední příklad zobrazí všechny řádky s výjimkou posledních pěti:
```
$ head --lines=-5 soubor
jedna
dva
tři
čtyři
pět
šest
sedm
```